# Charlotte McKinney
Charlotte McKinney (Orlando, 6 agosto 1993) è un'attrice e modella statunitense.

## Biografia
Charlotte McKinney è nata e cresciuta a Orlando, Florida, ha una sorella maggiore di nome Garland. Ha frequentato la William R. Boone High School di Orlando.
Dopo aver lasciato la scuola superiore all'età di 17 anni, fatica a trovare il tanto agognato successo tramite un'agenzia di moda. Decide così di far sì che il suo portfolio di dominio pubblico, utilizzando il social network Instagram, diviene ben presto "Insta-famosa" e ciò gli ha permesso di apparire su Esquire. La McKinney ha firmato poi con il marchio di moda Guess, e successivamente è arrivata a firmare un contratto con l'agenzia Wilhelmina Models con cui ancora adesso lavora.
La McKinney è stata anche la modella per lo spot di Carl Jr dell'All Natural Burger, il quale è stato rilasciato prima online (gennaio 2015) e successivamente mandato in onda durante il Super Bowl XLIX. Il successo dello spot ha portato la McKinney a essere soprannominata "la nuova Kate Upton" e ha attirato anche l'attenzione nazionale per essere apparsa durante un Super Bowl.
Nel febbraio 2015, la McKinney annuncia che parteciperà come celebrità alla 20ª edizione della competizione Ballando con le Stelle. Il suo partner professionale era Keoikantse Motsepe. La coppia è stata la seconda ad essere eliminata piazzandosi così all'undicesima posizione.
La McKinney è inoltre apparsa nel ruolo di Missy nel film Joe Dirt 2: Sfigati si Nasce (2015).
Nel 2020 ha un ruolo minore, quello della modella immaginaria Chastity, nel film horror soprannaturale Fantasy Island, sorta di prequel della celebre serie televisiva degli anni settanta-ottanta Fantasilandia (Fantasy Island, 1977-1984), interpretata da Ricardo Montalbán (Mr. Roarke) e Hervé Villechaize (Tattoo).

## Filmografia parziale

### Cinema
- Joe Dirt 2 - Sfigati si nasce (Joe Dirt 2: Beautiful Loser), regia di Fred Wolf (2015)
- The Late Bloomer, regia di Kevin Pollak (2016)
- Baywatch, regia di Seth Gordon (2017)
- Flatliners - Linea mortale (Flatliners), regia di Niels Arden Oplev (2017)
- Fantasy Island, regia di Jeff Wadlow (2020)

### Televisione
- Doctors – serie TV, episodio 7x174 (2005)
- Doctor Foster – serie TV, episodio 1x01 (2015)
- MacGyver – serie TV, episodio 2x16 (2018)
- Unbreakable Kimmy Schimdt: Kimmy Schmidt vs. the Reverend, regia di Claire Scanlon – film TV (2020)

### Videoclip
- Akillezz Punching Bag (2015)
- Pete Yorn I'm Not The One (2016)
- DNCE Body Moves (2016)

## Programmi televisivi
- Dancing with the Stars – game show (2015) – concorrente
- Lip Sync Battle – game show, episodio 2x02 (2016)